# Bảo tàng quốc gia Kyūshū
Bảo tàng quốc gia Kyūshū (九州国立博物館 Kyūshū Kokuritsu Hakubutsukan) là một bảo tàng được khai trương ngày 16 tháng 10 năm 2005 tại Dazaifu gần Fukuoka—là viện bảo tàng quốc gia mới đầu tiên ở Nhật Bản trong hơn 100 năm và là bảo tàng đầu tiên nâng cao trọng tâm về lịch sử hơn nghệ thuật. Viện bảo tàng này có mặt tiền kiến trúc áp dụng các công nghệ hiện đại giúp công chúng dễ tiếp cận hơn. Ví dụ, hệ thống video có độ phân giải cực cao của bảo tàng, với phần mềm xử lý hình ảnh và quản lý màu mới nhất, vừa phục vụ cho việc ghi lại các hiện vật trong bộ sưu tập của bảo tàng, vừa giúp mở rộng khả năng tiếp cận vượt ra ngoài giới hạn của một không gian triển lãm lớn nhưng hữu hạn..
Tòa nhà bằng gỗ và kính nổi bật trên những ngọn đồi, nơi đây lưu trữ các bộ sưu tập hiện vật quan trọng của Nhật Bản, đặc biệt là đồ gốm, liên quan đến lịch sử của Kyūshū.
Nơi đây tổ chức các cuộc triển lãm tạm thời trên tầng ba, trong khi các bộ sưu tập lâu dài ở tầng bốn. Các bộ sưu tập bao gồm lịch sử của Kyūshū từ thời tiền sử đến thời Minh Trị, đặc biệt nhấn mạnh vào lịch sử giao lưu văn hóa phong phú giữa Kyūshū với các nước láng giềng Trung Quốc và Triều Tiên.
Không giống như hầu hết các bảo tàng ở Nhật Bản, nơi ký hợp đồng với các đơn vị bên ngoài thực hiện công việc bảo tồn, viện bảo tàng quốc gia Kyushu có một loạt các phòng thí nghiệm bảo tồn tại chỗ và đội ngũ nhân viên liên quan, đóng vai trò là trung tâm bảo tồn chính cho toàn bộ miền Tây Nhật Bản.
Bảo tàng được thiết kế bởi Kiyonori Kikutake.